# کاتلا
کاتلا (به ایسلندی: Katla) یک یخچال طبیعی و کوه آتشفشان در ایسلند است.
این یخچال از سمت شمال به روستای به نام ویک ای میردال، و از سمت شرق به یخچال کوچکتری موسوم به ایافیاتلایوکوتل محدود می‌شود. بلندترین نقطهٔ کوه کاتلا، حدود ۱۵۱۲ متر از سطح آب‌های آزاد ارتفاع دارد. قسمت‌های مرتفع‌تر کوه کاتلا توسط یخچال طبیعی میرتالسیوکوتل که حدوداً ۵۹۵ کیلومتر مربع مساحت دارد، پوشانده شده‌اند.
کاتلا کالدرایی به قطر ۱۰ کیلومتر دارد؛ اما این کالدرا در زیر لایهٔ ضخیمی از یخ به ضخامت ۲۰۰ تا ۷۰۰ متر قرار گرفته، و از این‌رو از دیدرس خارج شده‌است. آتشفشان کاتلا معمولاً در فاصلهٔ میان بازه‌های زمانی ۴۰ تا ۸۰ ساله دچار فوران می‌شود. فوران‌های کاتلا معمولاً شدید و خطرناک هستند؛ و به دلیل این که کاتلا در زیر حجم عظیمی از برف و یخ مدفون شده‌است، در صورت فوران آن مقادیر بسیار زیادی برف ذوب می‌شود و سطح آب رودخانه‌های اطراف بالا می‌رود و نهایتاً سیل‌های ویرانگری به راه می‌افتند.
در اوج فوران کاتلا در سال ۱۷۵۵ میلادی در نتیجهٔ ذوب یخ‌های همیشگی اطراف آتشفشان، سیلی باورنکردنی با دبی تقریبی ۲۰۰۰۰۰ تا ۴۰۰۰۰۰ متر مکعب بر ثانیه جاری شد؛ برای مقایسه لازم به ذکر است که برآیند دبی رودخانه‌های آمازون، نیل، میسیسیپی، و یانگ‌تسه ۲۶۶۰۰۰ متر مکعب بر ثانیه‌است.

## نگارخانه

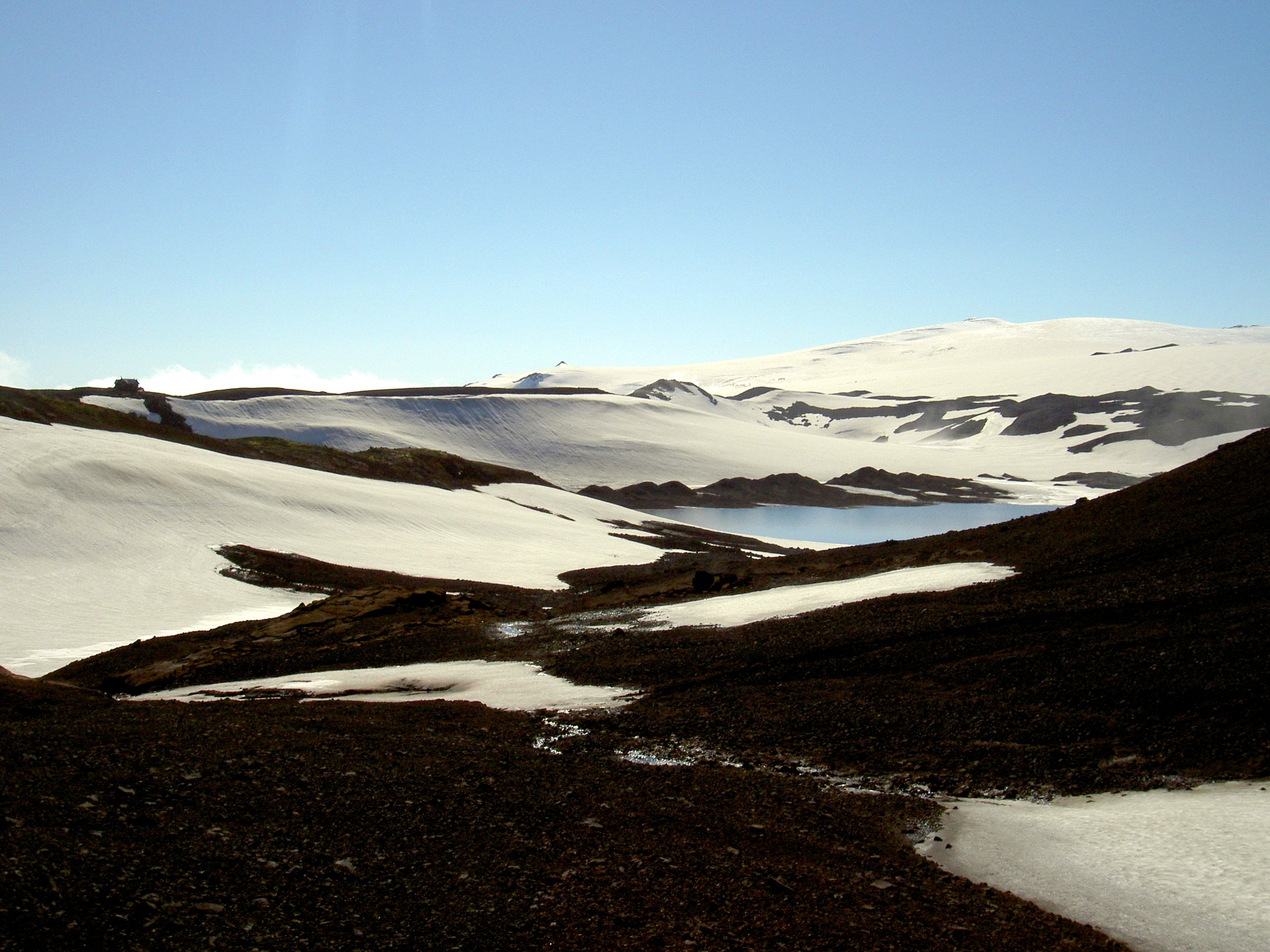
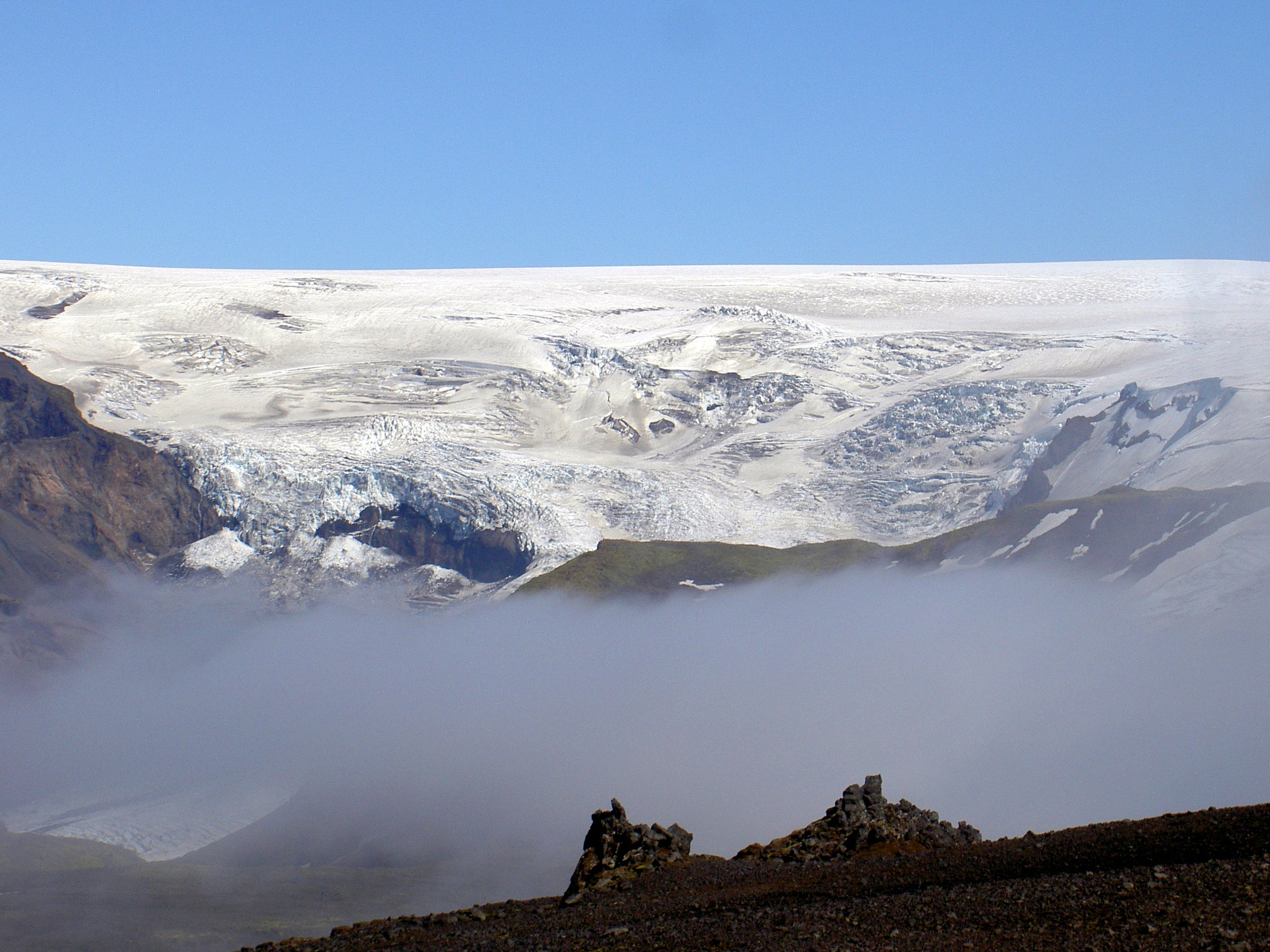